# Długosiodło (gmina)
Długosiodło – gmina wiejska w województwie mazowieckim, w powiecie wyszkowskim. 
Siedziba gminy to Długosiodło.
W latach 1921–1939 gmina leżała w powiecie ostrowskim województwa białostockiego. W wyniku agresji III Rzeszy na Polskę we wrześniu 1939 tereny byłej gminy znalazły się pod okupacją niemiecką i do wyzwolenia weszła w skład dystryktu warszawskiego Generalnego Gubernatorstwa.
1 stycznia 1975 do gminy Długosiodło  włączono sołectwo Jaszczułty z gminie Brańszczyk. W latach 1975–1998 gmina położona była w województwie ostrołęckim.

## Struktura powierzchni
Według danych z roku 2002 gmina Długosiodło ma obszar 167,45 km², w tym:
- użytki rolne: 57%
- użytki leśne: 38%

Gmina stanowi 19,1% powierzchni powiatu.

## Demografia
Według Powszechnego Spisu Ludności z 1921 roku gminę zamieszkiwało 8.947 osób, 7.375 było wyznania rzymskokatolickiego, 1 prawosławnego, 489 ewangelickiego a 1.082 mojżeszowego. Jednocześnie 7.622 mieszkańców zadeklarowało polską przynależność narodową, 395 niemiecką a 930 żydowską. Były tu 1.534 budynki mieszkalne.
Dane z 30 czerwca 2004:
Według danych z 30 czerwca 2004 gminę zamieszkiwało 7718 osób.
| Opis                              | Ogółem | Ogółem | Kobiety | Kobiety | Mężczyźni | Mężczyźni |
| --------------------------------- | ------ | ------ | ------- | ------- | --------- | --------- |
| jednostka                         | osób   | %      | osób    | %       | osób      | %         |
| populacja                         | 7718   | 100    | 3811    | 49,4    | 3907      | 50,6      |
| gęstość zaludnienia (mieszk./km²) | 46,1   | 46,1   | 22,8    | 22,8    | 23,3      | 23,3      |

Natomiast według danych z 31 grudnia 2017 roku gminę zamieszkiwało 7853 osób.

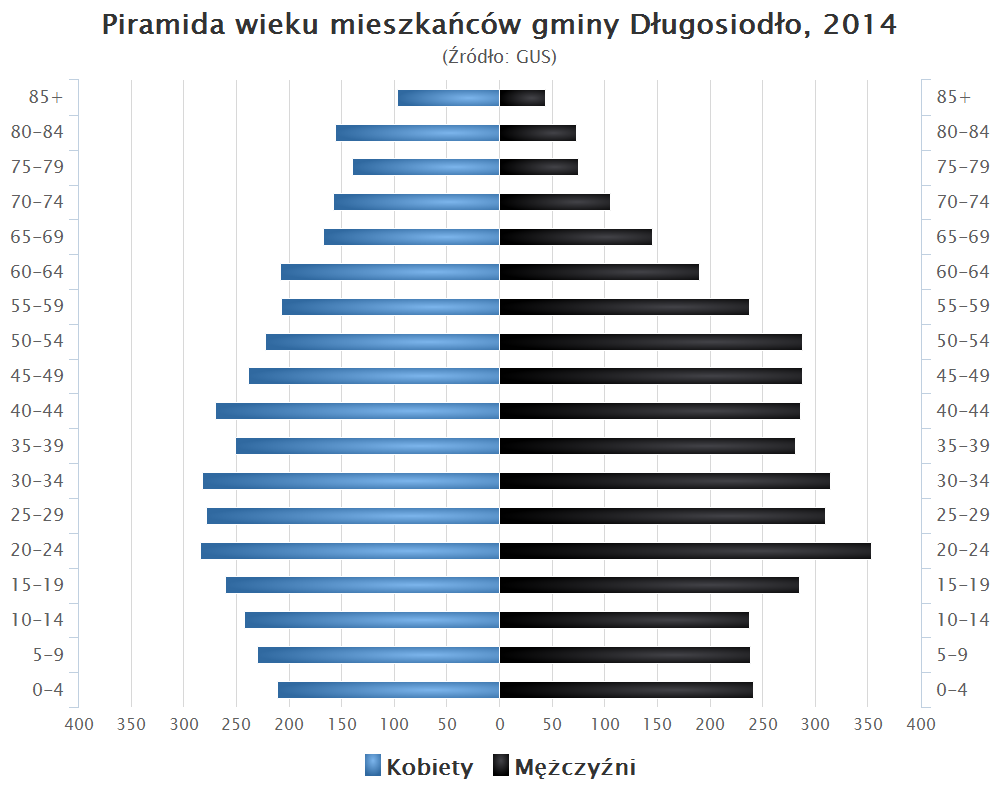
Piramida wieku mieszkańców gminy Długosiodło w 2014 roku

## Siedziby sołectw
Adamowo, Augustowo, Blochy, Budy-Przetycz, Chorchosy, Chrzczanka-Folwark, Chrzczanka Włościańska, Dalekie, Dębienica, Długosiodło, Grądy Szlacheckie, Grądy Zalewne, Jaszczułty, Kalinowo, Kornaciska, Lipniak-Majorat, Łączka, Małaszek, Marianowo, Nowa Pecyna, Nowe Bosewo, Nowa Wieś, Olszaki, Ostrykół Dworski, Ostrykół Włościański, Plewki, Prabuty, Przetycz-Folwark, Przetycz Włościańska, Sieczychy, Stara Pecyna, Stare Bosewo, Stare Suski, Stasin, Wólka Grochowa, Wólka Piaseczna, Zalas, Zamość, Znamiączki, Zygmuntowo.
Pozostałe miejscowości: Gajówka Grabnik, Gajówka Lipniak-Majorat, Gajówka Zapole, Kabat, Lipnik, Pecynka, Sewerynka, Syropiast

## Sąsiednie gminy
Brańszczyk, Goworowo, Ostrów Mazowiecka, Rząśnik, Rzewnie, Wąsewo